# NGC 5349
NGC 5349 is een balkspiraalstelsel in het sterrenbeeld Jachthonden. Het hemelobject werd op 24 maart 1857 ontdekt door de Ierse astronoom William Parsons.

## Synoniemen
- UGC 8803
- MCG 6-31-5
- ZWG 190.72
- ZWG 191.6
- IRAS 13510+3807
- PGC 49336